# Marcell Jacobs
Marcell Jacobs   (Texas, Estats Units, 26 de setembre de 1994) és un atleta italià especialitzat en les proves de 60m, 100m i 4x100m relleus. Ha participat en 2 Olimpíades, guanyant 2 medalles d'or en la prova dels 100 metres llisos i 4x100m relleus als Jocs Olímpics de Tòquio 2020. Jacobs fou el primer italià en entrar en una final olímpica dels 100m i en guanyar l'or. Amb aquesta victòria i un temps de 9"80 segons, va aconseguir el rècord nacional d'Itàlia i el rècord continental europeu, que actualment encara ostenta. A més, ha guanyat 1 medalla de plata en la prova de 4x100m relleus en el Campionat del Món de Budapest 2023, 3 medalles d'or en els Campionats d'Europa i 1 medalla d'or en la prova dels 60m del Campionat del Món Indoor de Belgrad 2022.

### Els seus inicis professionals
Va començar a practicar l'atletisme amb 9 anys, on combinava la velocitat amb el salt de llargada. El 2016 comença la seva carrera a nivell professional, proclamant-se campió d'Itàlia en salt de llargada, tot i que una lesió no li permet participar en els Jocs Olímpics de Rio 2016. El 2017, amb una marca de 8.07 metres en salt de llargada, acaba en la desena posició en el rànquing mundial indoor de l'especialitat. Tot i això, el 2019, degut a les contínues lesions, Jacobs decideix deixar la prova del salt de llargada i centrar-se en els 100m llisos. Aconsegueix una marca personal de 10.03 segons, convertint-se en la 3a millor marca italiana de tots els temps i arriba a les semifinals en el Campionat del Món de Doha 2019.

### Grans triomfs 2021 - 2023
L'1 d'agost de 2021, guanya la medalla d'or en els Jocs Olímpics de Tòquio, per davant de l'estatunidenc Fred Kerley i el canadenc Andre de Grasse, amb un temps de 9.80 segons, el què el converteix en la 12a persona més ràpida de tota la història. Després de la gesta olímpica, Jacobs va decidir posar fi a la temporada abans d'hora ja que "se sentia fatigat".
El 2022 va començar amb la victòria en la prova de 60m llisos en el Campionat del Món en pista coberta celebrat a Belgrad, on va aconseguir el 4t millor temps de tota la història i el rècord d'Europa, amb una marca de 6.41 segons. En el Campionat del Món d'Eugene, no va poder iniciar la cursa de semifinals, degut a una lesió que arrossegava. Tot i això, un mes després aconseguia guanyar la medalla d'or en el Campionat d'Europa de Múnic, convertint-se en el 3r atleta de la història en guanyar consecutivament les Olimpíades i l'Europeu.
El 2023 Jacobs va continuar amb els seus problemes de lesions i en el Campionat del Món de Budapest, va quedar eliminat en les semifinals del 100m, tot i aconseguir la medalla de plata en el 4x100m relleus.

### 2024: Regnat europeu
El 2024, va aconseguir revalidar el títol europeu dels 100m, després de guanyar la final al Campionat d'Europa de Roma, amb un temps de 10.04 segons. En el mateix campionat, també es va penjar la medalla d'or en el 4x100m relleus.
En els Jocs Olímpics de París, Jacobs es va classificar per a la final dels 100m, tot i que va quedar en 5a posició amb un temps de 9.85 segons (la seva millor marca de la temporada). En la prova del 4x100m relleus, l'equip italià va quedar en 4a posició a la final.

### Vida personal
Fill d'una mare italiana i d'un pare afroamericà, Jacobs va néixer a El Paso, a l'estat estatunidenc de Texas, tot i que quan tenia 1 mes, es va traslladar a viure amb la seva mare a Desenzano del Garda, a la Llombardia italiana. Des d'aleshores no havia tornat a veure al seu pare i amb molta constància el va poder trobar l'any 2020, cosa que segons va declarar va ser determinant per poder aconseguir els seus grans èxits professionals.

## Marques personals
| Disciplina       | Marca       | Vent     | Seu            | Data         |
| ---------------- | ----------- | -------- | -------------- | ------------ |
| 100m llisos      | 9.80 AR, NR | +0,1 m/s | Tòquio         | 1 agost 2021 |
| 200m llisos      | 20.61       | +0,2 m/s | Campi Bisenzio | 6 maig 2018  |
| Salt de llargada | 7.95        | +1,0 m/s | Tunis          | 4 juny 2016  |
| 4x100m relleus   | 37.50 NR    | -        | Tòquio         | 6 agost 2021 |
| 60m llisos       | 6.41 AR, NR | -        | Belgrad        | 19 març 2022 |

## Trajectòria professional
| Jocs Olímpics      | Jocs Olímpics | Jocs Olímpics | Jocs Olímpics    |
| Any                | Seu           | Posició       | Prova            |
| ------------------ | ------------- | ------------- | ---------------- |
| 2020               | Tòquio        | 1             | 100m llisos      |
| 2020               | Tòquio        | 1             | 4x100m relleus   |
| 2024               | París         | 5a posició    | 100m llisos      |
| 2024               | París         | 4a posició    | 4x100m relleus   |
| Campionat del Món  |               |               |                  |
| 2019               | Doha          | 19a posició   | 100m llisos      |
| 2019               | Doha          | 10a posició   | 4x100m relleus   |
| 2022               | Oregon        | Semifinals    | 100m llisos      |
| 2023               | Budapest      | 12a posició   | 100m llisos      |
| 2023               | Budapest      | 2             | 4x100m relleus   |
| Campionat d'Europa |               |               |                  |
| 2016               | Amsterdam     | 11a posició   | Salt de llargada |
| 2018               | Berlín        | 11a posició   | 100m llisos      |
| 2022               | Múnic         | 1             | 100m llisos      |
| 2024               | Roma          | 1             | 100m llisos      |
| 2024               | Roma          | 1             | 4x100m relleus   |